# Bara Dénes
Bara Dénes, születési és 1961-ig használt nevén Bachrach Dénes (Budapest, 1925. november 16. – Szeged, 2008. április 16.) patológus, neuroendokrinológus, egyetemi tanár, az orvostudományok kandidátusa (1957).

## Életpályája
Bachrach Dezső (1885–1945) kisiparos-kiskereskedő és Meller Matild (1891–1939) gyermekeként született szegény polgári zsidó családban. Középiskolai tanulmányait a Magyar Királyi Állami Madách Imre Gimnáziumban végezte, ahol 1944 tavaszán tett érettségi vizsgát. A második világháború végén munkaszolgálatosként halálmenetben Bécs felé vezényelték, azonban Gönyűnél sikerült megszöknie és visszatért Budapestre, ahol előbb egy svájci védett házba, majd a Pesten felállított gettóba került. Apját a theresienstadti koncentrációs táborba deportálták, ahonnan nem tért vissza.
1945 elején barátjával, Klein Györggyel a Szegedi Tudományegyetemen kezdte meg orvosi tanulmányait. 1950-ben avatták orvosdoktorrá. Egyetemi hallgatóként a Korpássy Béla professzor vezetése alatt álló Kórbonctani és Kórszövettani Intézetben kezdett dolgozni. 1949–1950-ben az Intézet demonstrátora, 1950 és 1954 között egyetemi tanársegéde lett. 1954 februárjában kórbonctani és -szövettani képesítést szerzett, s ekkortól mint adjunktus működött. 1958-ban a Francia Nemzeti Tudományos Kutatási Központ 14 hónapos ösztöndíjban részesítette, melynek eredményeként neuroendokrinológiai kísérleteket végzett a Collège de France párizsi hisztofiziológiai laboratóriumában. 1961–1962-ben – Korpássy halála után – a Kórbonctani és Kórszövettani Intézetet vezette. 1963 januárjában docens lett, s ugyanebben az évben végzett a Marxizmus-Leninizmus Esti Egyetemen. 1970. július 1-jén egyetemi tanárrá nevezték ki, majd 1979-ben patohisztológiai-citológiai szakorvosi vizsgát tett. 1985 november 16-án nyugalomba vonult. 1991-től professor emeritus.
Tagja volt a Magyar Patológus Társaság vezetőségének, a Korányi Sándor Társaságnak, a Society of European Comparative Endocrinologistsnek és az International Academy of Pathologynak.

## Munkássága
Neuropatológiával, elsősorban a hipotalamusz-hipofízisrendszer morfológiai vizsgálatával foglalkozott. Nemzetközileg is jelentős eredményeket ért el az úgynevezett antidiuretikus központok hisztofiziológiája, a neuroszekréció és a vízháztartás, a neuroszekréció és az endokrin működések közötti kapcsolat kutatása terén. 1966-tól a nagyagy egyes részeinek metabolikus topográfiáját, enzimohisztokémiáját, illetve ennek a funkcionális és a patomorfológiában történő felhasználását kutatta.

## Családja
Felesége 1953-tól Szabó Éva (1927–2019) orvos, bőrgyógyász, a SZOTE Bőrklinika adjunktusa. Gyermekeik: Bara Tamás és Bara Marianna.

## Művei
- Emésztéses gyomorfekély és gyomorrák. Korpássy Bélával, Ormos Jenővel, Bencze Györggyel. (Orvosi Hetilap, 1951. 5.)
- Adrenalin és cortison eosinopeniát okozó hatásának gátlása Evipan-nátrium narkózissal. Oláh Ferenccel, Varró Vincével, Majoros Máriával, Kovács Kálmánnal. (Orvosi Hetilap, 1951. 35.)
- Peptic Ulcer and Cancer of the Stomach. Többekkel. (Acta Medica, 1951)
- Histochemical Examination of the Colloids of the Hypothalamus–Hypophysis System. Többekkel. (Acta Morphologica, 1953)
- Az adenohypophysis morphológiája fokozott ACTH-termelés esetén. Többekkel. (Kísérletes Orvostudomány, 1954)
- A hypothalamicus neurosecretio főbb kérdései. Kandidátusi értekezés. (Szeged, 1956)
- Az antidiureticus központok fokozott működése kísérletes traumás oliguriában. Többekkel. (Orvosi Hetilap, 1956. 18.)
- A traumás veseischaemia gyógyszeres befolyásolása. Többekkel. (Orvosi Hetilap, 1956. 19.)
- A hypothalamus neurosecretios működése néhány főbb kérdéséről – patkánykísérletek alapján. (Kísérletes Orvostudomány, 1958)
- A vegetatív idegrendszer működését gátló gyógyszerek hatása a hypothalamus neurosecretiójára, fehérpatkányban. Többekkel. (Orvosi Hetilap, 1958. 15., angolul: Acta Physiologica, 1958)
- A vegetatív idegrendszert befolyásoló gyógyszerek hatása sebészi betegek vizeletgátlására. Többekkel. (Orvosi Hetilap, 1958. 16.)
- Hypothalamikus léziók hatása a neurosecretióra és az adenohypophysis működésére, patkányban. Kordon C.-vel. – Hátsóhypothalamicus-kivonat elhúzódó adagolásának hatása a pajzsmirigyre. (MTA Biológiai-orvosi Tudományok Osztálya Közleményei, 1960)
- A mellékvesekéreg histophysiológiájának változása dehydratióban és rehydratióban. Többekkel. (Kísérletes Orvostudomány, 1962, angolul: Hystophysiological Changes of the Adrenal Cortex of the Rat in Dehydration and Rehydration. Journal of Endocrinology, 1961)
- Effect on the Thyroid Gland of Protracted Administration of Posterior Hypothalamic Extracts. Többekkel. (Nature, 1962)
- Patkány elülső hypothalamus–neurohypophysis-rendszerének histophysiológiája az adenohypophysis fokozott, illetve csökkent thyreotrop funkciója esetén. László Arankával és Szabó Évával. (Kísérletes Orvostudomány, 1962)
- A hypothalamo-hypophysealis kapcsolatokról alkotott ismereteink fejlődése az utóbbi másfél évtizedben. (Orvosi Hetilap, 1962. 50.)
- Idült agyléziók hatása a neurosecretios tevékenységre fehérpatkányban. László Arankával és Pokorny Lajossal. (Kísérletes Orvostudomány, 1963)
- Újabb adatok hátsóhypothalamus-kivonatoknak a pajzsmirigy súlyát és szöveti képét befolyásoló hatásához. László Arankával és Szabó Évával. (Morphológiai és Igazságügyi Orvosi Szemle, 1963)
- The Relation of Structure and Function in the Antherior Hypothalamic Nuclei. (Major Problems in Neuroendocrinology. New York, 1964)
- Subtotalis hepatektomia hatása az antidiuretikus központokra. Többekkel. (Morphológiai és Igazságügyi Orvosi Szemle, 1965)
- Adatok a „sárga köröm” syndromához. Többekkel. (Magyar Belorvosi Archívum, 1965)
- Sulfhydryl- és disulfid-csoportok histochemiai vizsgálata a supraopticus és paraventricularis neuronok működési ciklusában. B. Szabó Évával. (MTA Orvostudományok Osztálya Közleményei, 1966)
- Adatok lactáló patkány hypothalamusának neurosecretios tevékenységéhez. László Arankával és Skaliczki Józseffel. (Morphológiai és Igazságügyi Orvosi Szemle, 1966)
- Az antidiuretikus központok histophysiológiája. Benyújtott doktori értekezés. (Szeged, 1968, megjelent, kivonatosan: Ideggyógyászati Szemle, 1967)
- Adatok az ADH centrális hatásának kérdéséhez. Kocsárdi E.-vel és László Arankával. (Morphológiai és Igazságügyi Orvosi Szemle, 1967)
- Adatok az antidiuretikus központok enzymhistochemiájához. Skaliczki Józseffel. (Kísérletes Orvostudomány, 1967)
- A hypophysisnyél choristomája, valamint „centralis Reclingshausen” a hypophysis daganatos beszűrődésével. Lantos Péterrel. (Orvosi Hetilap, 1967. 45.)
- Two Rare Forms of Tumor in the Hypothalamo-Hypophysial System. Lantos Péterrel. – Histoenzymology of the Antidiuretic Centres. Skaliczki Józseffel. (Acta Morphologica, 1968)
- Adatok a hypothalamikus neurosecretio ultrastruktúrájához. Bartók Imrével és Csapó Zsuzsannával. (Morphológiai és Igazságügyi Orvosi Szemle, 1968)
- A hypothalamus magvidékeinek thiaminpyrophosphatase activitása. Bőti Zsuzsannával és Skaliczki Józseffel. (Morphológiai és Igazságügyi Orvosi Szemle, 1971)
- A hypothalamus „parafornicalis sejtrendszer”-ének ultrastrukturális vizsgálata. Csapó Zsuzsannával. (Morphológiai és Igazságügyi Orvosi Szemle, 1972)
- Fehérpatkány Ammon-szarvának enzymhistochemiája. Bőti Zsuzsannával és Skaliczki Józseffel. (Morphológiai és Igazságügyi Orvosi Szemle, 1973)
- A hypothalamus és Ammon-szarv histoenzymologiája. Benyújtott doktori értekezés. (Szeged, 1975)
- Oxydatív enzymek histochemiai kimutatásának jelentősége kísérletes agyléziók környéki és távoli hatásának megítélésében. Többekkel. (Morphológiai és Igazságügyi Orvosi Szemle, 1975)
- A szájnyálkahártya és a nyálmirigyek pathológiája. Jegyzet. (Szeged, 1979)
- Congenitalis vitiumok agyi szövődményeinek klinikopathológiai elemzése. Bozóky Bélával és Kertész Erzsébettel. (Orvosi Hetilap, 1985. 20.)